# Lithostege obscurata
Lithostege obscurata är en fjärilsart som beskrevs av Otto Staudinger 1901. Lithostege obscurata ingår i släktet Lithostege och familjen mätare. Inga underarter finns listade i Catalogue of Life.